# ルイ・アントワーヌ・ド・ブルボン＝コンデ
ルイ・アントワーヌ・アンリ・ド・ブルボン＝コンデ（仏: Louis Antoine Henri de Bourbon-Condé, 1772年8月2日 - 1804年3月21日）は、フランスの貴族で、フランス革命期の亡命貴族（）。アンギャン公の称号で呼ばれる。
中立のバーデン選帝侯国で潜伏中にフランス軍に王党派幹部として逮捕され、軍事裁判で死刑判決をうけて処刑された、いわゆるアンギャン公事件の被害者であるが、これは冤罪事件として知られる。

## 略歴
ブルボン家の支流ブルボン＝コンデ家（コンデ公）の出身で、コンデ公ルイ5世ジョゼフの息子ブルボン公ルイ・アンリ（後のルイ6世アンリ）とオルレアン公ルイ・フィリップ1世の娘バティルドの一人息子として生まれた。
フランス革命が勃発すると、バスティーユ牢獄陥落の数日後に彼は他の貴族と共に国外に移り、フランスに侵攻し旧王政を復興するための兵力を求めながら亡命生活を送った。1792年、革命戦争が勃発すると、亡命貴族からなる『フランス王国軍』を率い、ブランシュヴァイク公の不首尾に終わったフランス侵攻に加わった。彼は引き続き祖父と父の指揮するコンデ軍に従い、幾たびも前衛となって勇猛果敢に戦った。リュネヴィルの和約の後にコンデ軍が解散すると、彼はロアン枢機卿の姪にあたるシャルロット・ド・ロアン＝ロシュフォールと秘密結婚をし、ライン川に程近いバーデン選定侯国のエッテンハイムで暮らした。
1804年の始め、フランスの第一統領のナポレオンは、当時フランス警察が追求していたカドゥーダルとピシュグリュの陰謀にこの若い公爵が関与しているとの知らせを耳にした。その知らせの内容は、アンギャン公がデュムーリエと共に極秘にフランスに入国したと言うものだった。これは間違いで、公爵と面識があったのはトゥムリー侯爵という無害の老人で、公爵はカドゥーダルともピシュグリュとも関係が無かった。ナポレオンは公爵を逮捕するよう命令を出した。第二統領カンバセレスは中立国バーデン領を侵害する事に苦言を呈したが、タレーランは同意したという。命令を受けてオルドゥネ将軍率いるフランス騎馬憲兵隊は密やかにライン川を渡ると、公爵の居館を取り押さえ彼の身柄をストラスブールに移送し（1804年3月15日）、その後20日にパリ近くのヴァンサンヌ牢獄に収容した。また同じタイミングでナポレオンの幕僚のコーランクールも、ベルティエ経由でナポレオンの命令を受けて、タレーランからバーデンの大臣エーデルスハイム男爵に宛てられた手紙を携えて、イギリスの諜報員とされるライヒ男爵夫人を逮捕しにバーデンに向かった。これにより、コーランクールも一連の出来事の当事者として非難を受ける事になる。

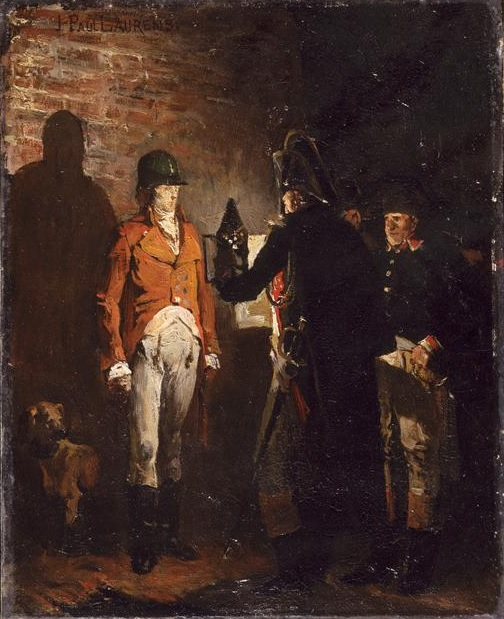
アンギャン公の処刑

パリ知事のミュラによって、フランス軍の大佐からなる治安判事団が公爵の裁判の為に即座に収集される。主席判事はユラン将軍が務めた。ナポレオンの腹心の憲兵少将ザヴァリーは侵入する者が無いよう憲兵を牢獄に配置した。一方ナポレオンは真実を知ると、告発理由を急いで変更した。こうしてアンギャン公が負うことになる罪状の主だった内容は、過去の戦争でフランスに対し武器を振るい、またイギリスから金銭的援助を受け、第一統領の命を狙ったという物だった。夜中11時に開始された裁判には証人も被告側弁護人も、証拠とされる手紙も提示されずに進行し、指示役のザヴァリーに急かされて、判事の大佐らは大急ぎで極めて略式の有罪判決文を書き上げた。ザヴァリーはアンギャン公の何としても第一統領と面談をしたいとの請願を却下した。公爵は「フランス人の手で命を散らすとは何と無残なことか！」と述べたという。そして翌21日の未明、ザヴァリーの「放て！」の叫びと共に公爵は8発の銃弾をその身に受け、牢獄を囲む濠の中に横たわった。その側には彼の墓穴が既に掘り開けられていた。彼の死によってコンデ家は断絶する。1816年、ブルボン朝が復古した後、彼の遺骨は掘り起こされ牢獄の礼拝堂に改葬された。
アンギャン公の処刑は当事者たちの見解がそれぞれ異なっており、その責任が奈辺にあるか議論になって来た。タレーランとザヴァリーは相互に非難しあい、コーランクールとミュラは処刑への直接的な関与を否定した。ナポレオンを擁護する者の多くはタレーランとザヴァリーを非難するが、それは不当と言える。ボナパルティストは真相を歪曲し、ナポレオンへの糾弾を逸らそうと工作を試みた。アンギャン公がナポレオン宛に送ったという「許されれば第一統領に仕えたい」との手紙について、ナポレオンはそれを処刑前に知っていれば助命した、もしくはタレーランによってその手紙を握りつぶされたと後年周囲に語ったが、その様な手紙は実際には存在せず、上記は弁明工作としての作り話とされる。セント・ヘレナ島にてナポレオンはまた同じ状況になったら必ず同じ事をすると述べており、また遺書にも同様に記載している。若き公爵の処刑は統領政府に対抗する王党派の士気を挫く目的があったとされる。またフランスの歴史家ジャック・バンヴィルは「アンギャン公の銃殺によって、ナポレオンは自らを弑虐者とすることで、革命に最上級の誓いを立てた…ヴァンサンヌの濠無くしては、帝政は存在し得ず、また共和主義者も決してそれを受け入れなかった」と述べている。

## フィクション
- 池田理代子『栄光のナポレオン-エロイカ』 - アンギアン公と呼ばれ、フーシェ曰く「絵に描いたようなブルボンの貴公子」という通った鼻筋・白い肌・柔らかい金髪の貴公子として描かれている。ナポレオン暗殺の首謀者の濡れ衣を着せられ処刑される。誰が処刑命令を出したかは明言されていないが、タレイランが指示を出したと思われる描写がある。
- 長谷川哲也『ナポレオン -獅子の時代-』 - アンギャン公表記。飼い犬との絆が創作された他、拉致実行犯は知名度の低いコランクール少将でなくダヴー元帥に改変されている。ナポレオンが「もう一度同じ情況になれば私は同じことをやる」と断言した逸話は、関係者が罪を擦り付け合う中でナポレオンだけが責任を認めたという解釈がなされた。

## 関連作品
- 藤本ひとみ『皇帝ナポレオン』
- 両角良彦『反ナポレオン考』